# Rödgul trumpetsvamp
Rödgul trumpetsvamp (Craterellus lutescens) är en svampart som trivs på fuktig, kalkrik mark och ofta växer vid kärrkanter och i mossa i barrskog. Fruktkroppen kan i Sverige uppträda från juli och fram till den första frosten. På lämpliga platser kan svampen förekomma i stort antal.

## Utseende
Svampens fot är ihålig, gulaktig till rödgulaktig i färgen och har en höjd på 5–9 centimeter. Hatten är tunn och trattformad med krusig kant och fint fjällig ovansida som är rödbrun till gulbrun i färgen. På undersidan är hatten rödgul till gråblek och har otydliga längsgående grenade åsar. Detta gör att den ser lite rynkig ut. Ibland förekommer det att ett färgpigment saknas och svampen kan därför även uppträda i en helt gul form.

## Som matsvamp
Svampen har en fruktig doft och en mild smak. Rödgul trumpetsvamp är en matsvamp, och används både som ensam svamp i en anrättning och som blandsvamp. I M. A. Lindblads svampbok från 1901 tas inte hänsyn till dess smak, utan Lindblad menar att både rödgul och svart trumpetsvamp är av "mindre [mat]värde" på grund av sitt tunna kött.

## Förväxlingsrisker
Förväxlingsrisk för den rödgula trumpetsvampen finns med trattkantarell och slemmurkling (som inte är giftig).

## Galleri

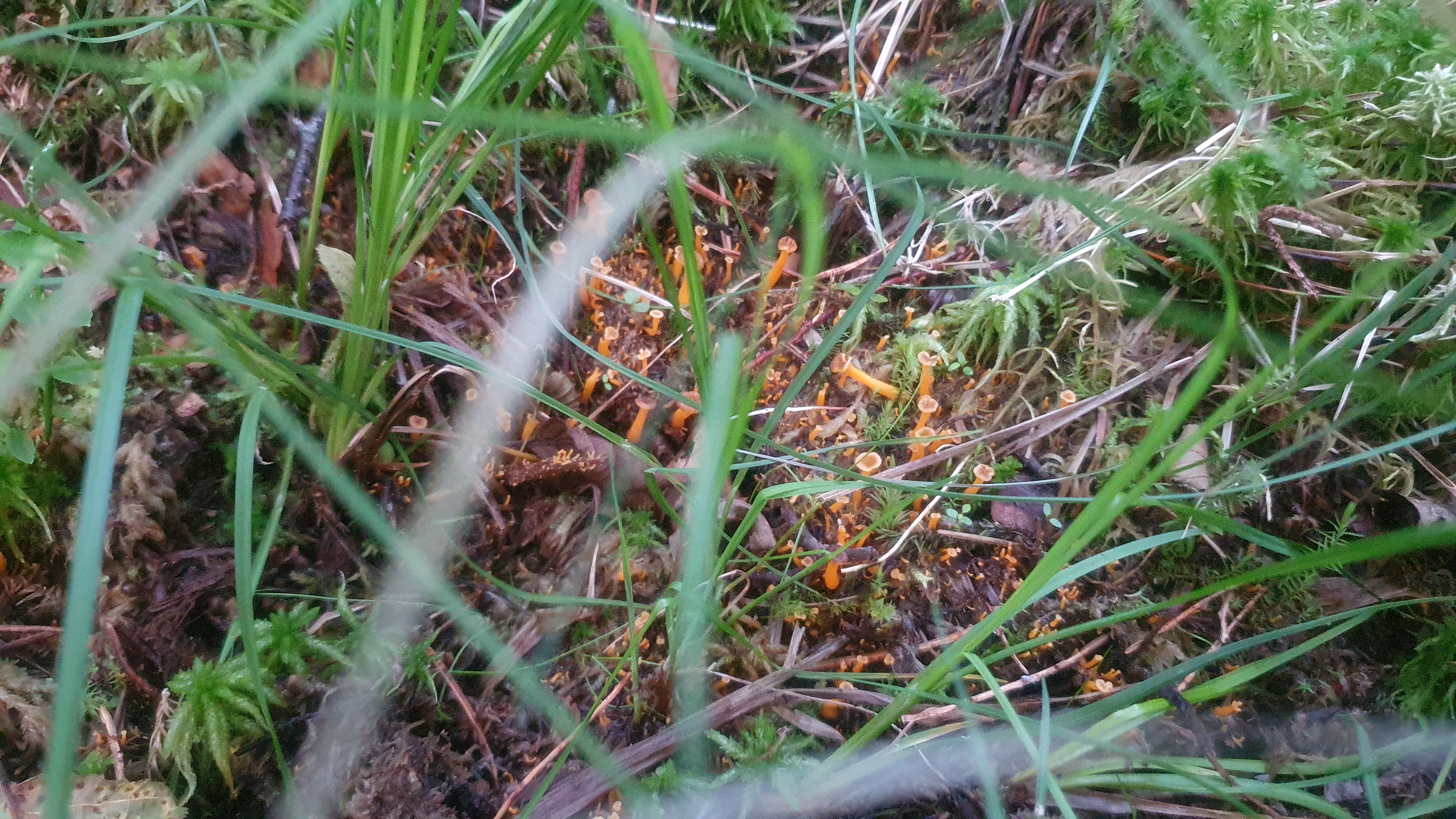
Lämplig växtplats, tidigt på säsongen.
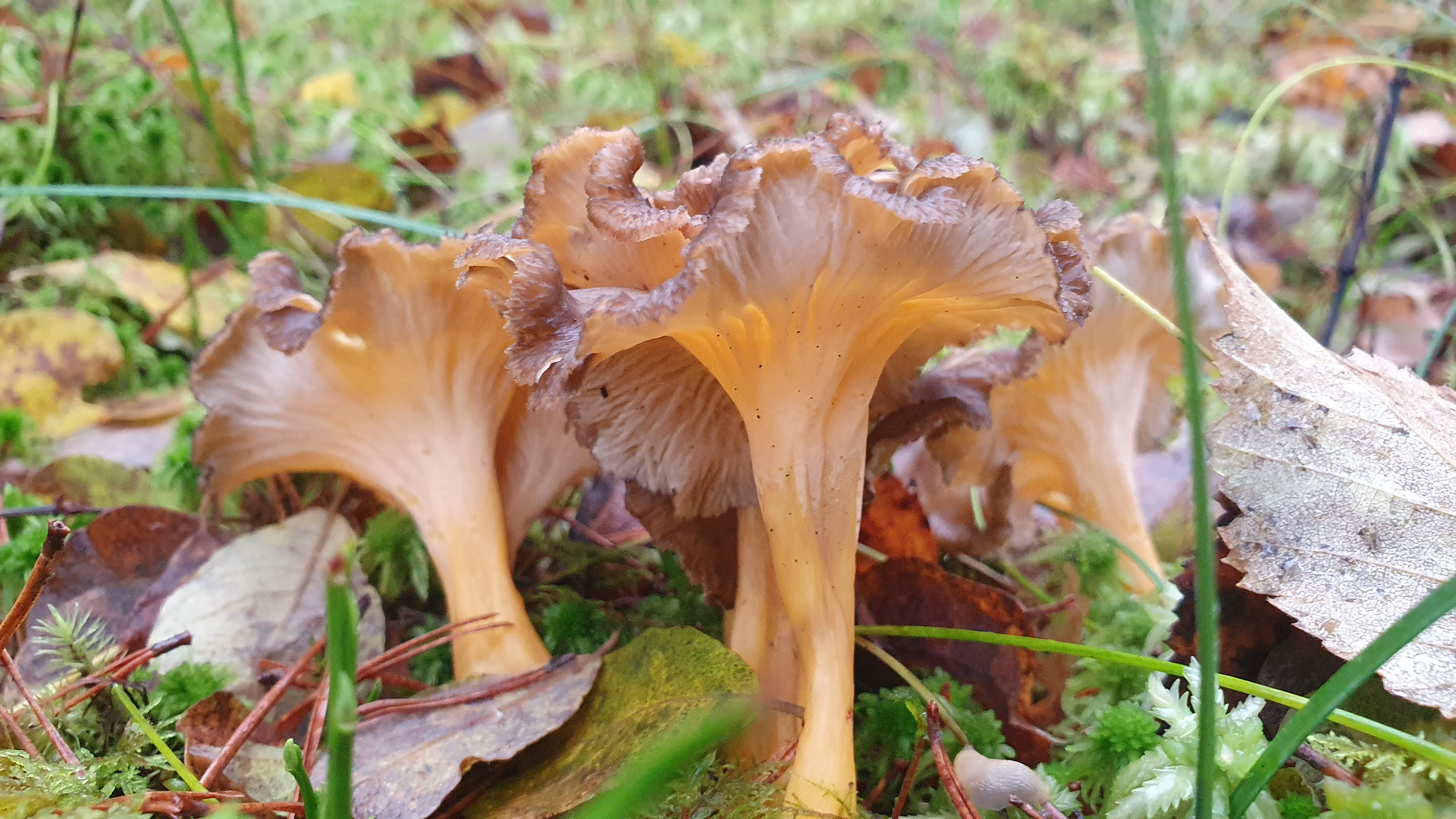
Sent på säsongen.
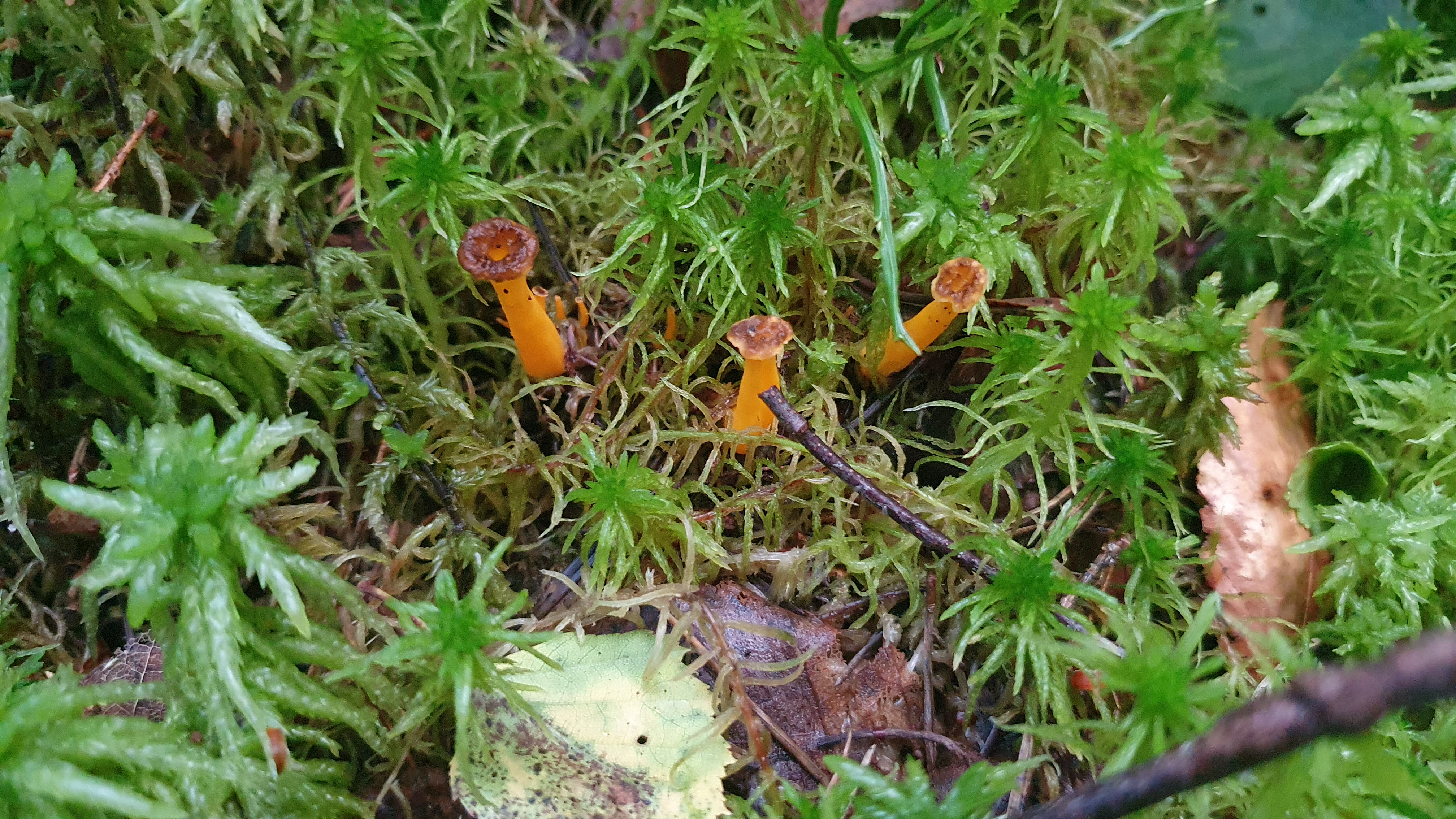
Växande i vitmossa.
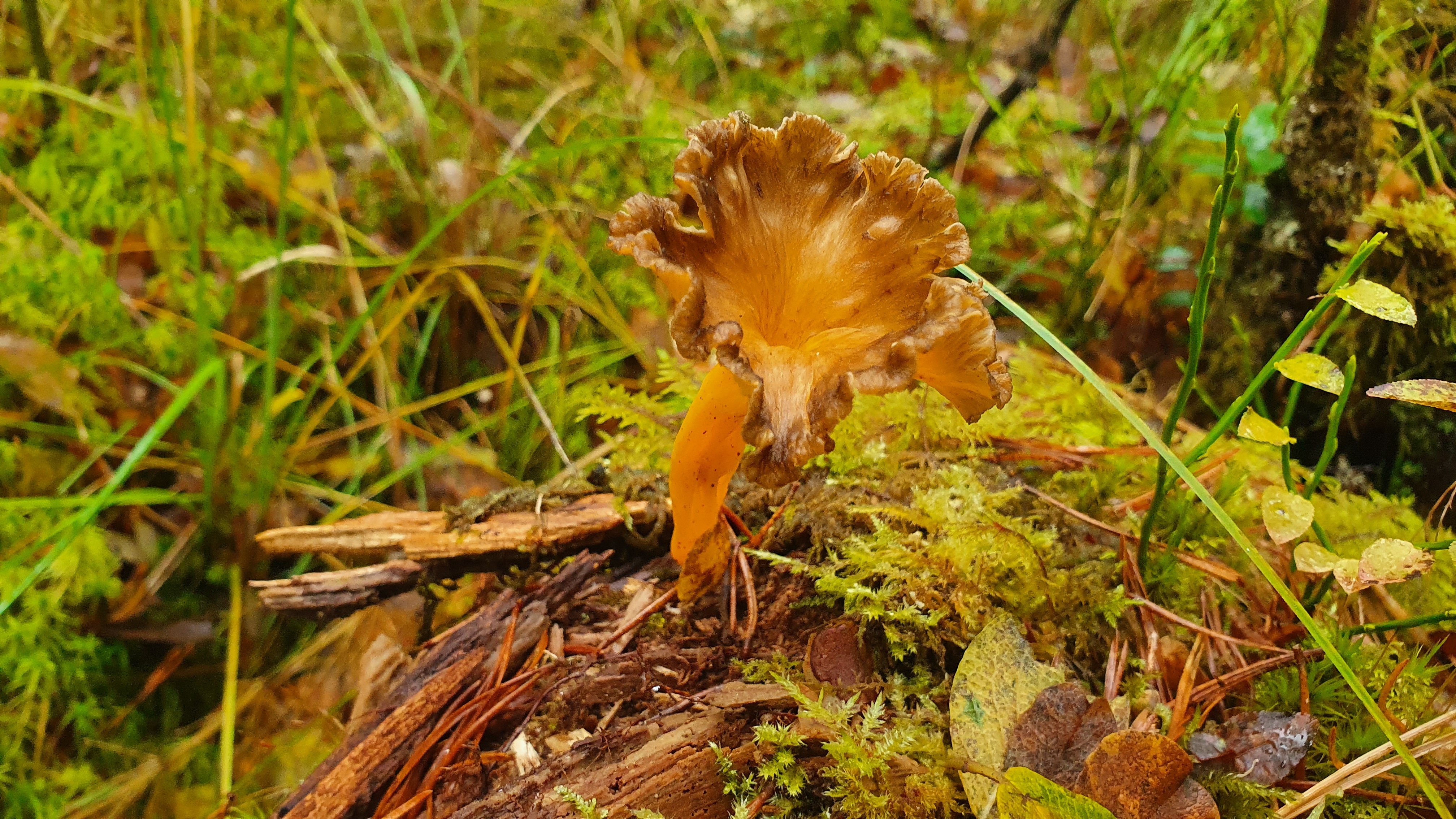
Växande ur en trädlåga.
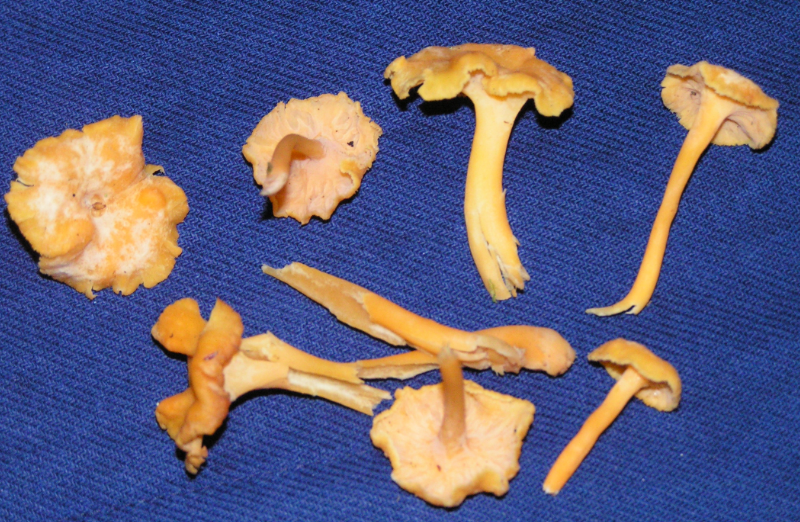
Gul form av svampen.